# Liste der Wappen im Landkreis Mainz-Bingen
Diese Liste beinhaltet – geordnet nach der Verwaltungsgliederung – alle in der Wikipedia gelisteten Wappen des Landkreises Mainz-Bingen in Rheinland-Pfalz. In dieser Liste werden die Wappen mit dem Gemeindelink angezeigt.

## Landkreis Mainz-Bingen

Landkreis Mainz-Bingen
Lage in Rheinland-Pfalz
Lage in Deutschland

### Verbandsfreie Gemeinden/Städte

Bingen am Rhein, Große kreisangehörige Stadt
Budenheim
Ingelheim am Rhein, Große kreisangehörige Stadt

### Verbandsgemeinde Bodenheim

Verbandsgemeinde Bodenheim

Ortsgemeinden

Bodenheim
Gau-Bischofsheim
Harxheim
Lörzweiler
Nackenheim

### Verbandsgemeinde Gau-Algesheim

Verbandsgemeinde Gau-Algesheim

Ortsgemeinden

Appenheim
Bubenheim
Engelstadt
Gau-Algesheim, Stadt
Nieder-Hilbersheim
Ober-Hilbersheim
Ockenheim
Schwabenheim an der Selz

### Verbandsgemeinde Nieder-Olm

Verbandsgemeinde Nieder-Olm

Ortsgemeinden

Essenheim
Jugenheim in Rheinhessen
Klein-Winternheim
Nieder-Olm, Stadt
Ober-Olm
Sörgenloch
Stadecken-Elsheim
Zornheim

### Verbandsgemeinde Rhein-Nahe

Verbandsgemeinde Rhein-Nahe

Ortsgemeinden

Bacharach, Stadt
Breitscheid
Manubach
Münster-Sarmsheim
Niederheimbach
Oberdiebach
Oberheimbach
Trechtingshausen
Waldalgesheim
Weiler bei Bingen

### Verbandsgemeinde Rhein-Selz

Verbandsgemeinde Rhein-Selz

Ortsgemeinden

Dalheim
Dexheim
Dienheim
Dolgesheim
Dorn-Dürkheim
Eimsheim
Friesenheim
Guntersblum
Hahnheim
Hillesheim
Köngernheim
Ludwigshöhe
Mommenheim
Nierstein
Oppenheim, Stadt
Selzen
Uelversheim
Undenheim
Weinolsheim
Wintersheim

### Verbandsgemeinde Sprendlingen-Gensingen

Verbandsgemeinde Sprendlingen-Gensingen

Ortsgemeinden

Aspisheim
Badenheim
Gensingen
Grolsheim
Horrweiler
Sankt Johann
Sprendlingen
Welgesheim
Wolfsheim
Zotzenheim

## Wappen ehemaliger Ortsgemeinden

Heidesheim am Rhein Stadt Ingelheim am Rhein
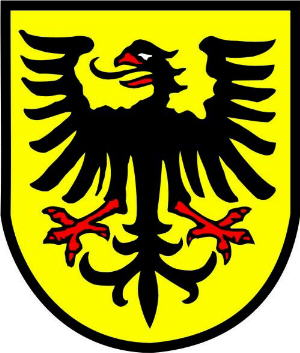
Wackernheim Stadt Ingelheim am Rhein

## Historische Wappen

Verbandsgemeinde Guntersblum
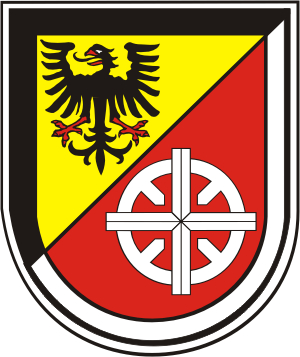
Verbandsgemeinde Heidesheim am Rhein
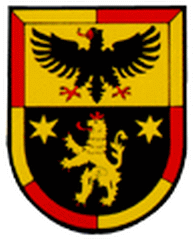
Verbandsgemeinde Nierstein-Oppenheim